# Краснозаводский химический завод
Краснозаводский химический завод — предприятие, специализирующееся на сигнальных и осветительных средствах, средствах защиты летательных аппаратов, антитеррористических средствах по Государственному заказу для Министерства обороны, МВД и других силовых структур России. Является градообразующим предприятием для города Краснозаводска.
Входит в состав Государственной корпорации «Ростех».

## История
В связи с нехваткой боеприпасов для русской армии во время Первой мировой войны Военным Советом русской армии в июле 1915 года по представлению Главного артиллерийского управления было принято решение о строительстве новых снаряжательных заводов. Одним из таких предприятий стал нынешний КХЗ, предназначенный для изготовления гремучей ртути, капсюлей и ручных гранат..
Днём основания предприятия стало 25 июля 1915 года, когда на землях Троице-Сергиевой Лавры было начато строительство Троицкого снаряжательного завода, директором которого стал В. И. Рдултовский. В марте 1916 года завод выпустил свою первую продукцию. После Октябрьской революции решением Главного артиллерийского управления завод был включён в ударную группу заводов по снабжению Красной Армии боеприпасами.
В 1941 году часть производственных мощностей была эвакуирована в г. Челябинск, на площадку строящегося завода № 254. В 1943 году завод был награждён Переходящим Красным Знаменем ГКО и ЦК ВКП(б), а также был одиннадцать раз отмечен приказом Министерства обороны СССР. В 1965 году Краснозаводский химический завод награждён орденом Трудового Красного Знамени.
В 2015 году в Краснозаводске отмечалось 100-летие со дня основания предприятия.

## Директора
Данилов Виталий Иванович (1983—1987)

## Продукция
Краснозаводский химический завод российский разработчик и производитель патронов для гладкоствольных ружей 12, 16, 20 и 410 калибров; также выпускает парковые и высотные фейерверки, пиротехнические игрушки, а также некоторые промышленные товары (термитные патроны и шашки, железнодорожные петарды и пр.). Патроны Краснозаводского химического завода по результатам испытаний на Льежской и Бирмингемской испытательных станциях получили сертификаты соответствия требованиям Постоянной международной комиссии Брюссельской Конвенции по испытаниям ручного огнестрельного оружия.
Количество произведённых пиротехнических изделий гражданского назначения исчисляется в миллионах штук в год.
В 2015 году охотничьи дробовые патроны с пластмассовыми гильзами производства КХЗ признаны лауреатом федерального этапа конкурса «100 лучших товаров России».

## Награды
- Орден Трудового Красного Знамени